# 主婦代行いたします
『主婦代行いたします』（しゅふだいこういたします）は、1987年7月1日から同年9月30日まで日本テレビ系列の『水曜ドラマ』枠で放送されたテレビドラマ。全14話。

## 概要
単身赴任の男性たちの主婦業を代行する会社「コメットハウス」に携わる女性たちの様々な物語をコメディータッチで描く。

## キャスト
- 桑野萌子：市毛良枝
- 桑野昭（萌子の夫）：小林稔侍
- 萌子の姑・しげ子：乙羽信子
- 桑野由香（萌子の娘）：時田成美
- 花輪未映：研ナオコ
- 相川香：木内みどり
- 村川：田村亮
- 村川竜一（村川の息子）：井上飛敏
- 三保子：園佳也子
- 相川隆（香の夫）：清水章吾
- 相川沙也（香の娘）：佐藤美鈴
- 槙：車だん吉
- 豊子：片桐はいり

### ゲスト
- 次郎：山口良一（第3話）
- 光男：Mr.オクレ（第3話）
- 健二：村上ショージ（第3話）
- 荒井：きたろう（第4話）
- 文江：田島令子（第5話）
- 文江の息子・哲也：加瀬悦孝（第5話）
- 早見：井上純一（第6話）
- 小森みちこ（第7話）
- 浜崎：大滝秀治（第8話）
- 信子：立花房子（第10話）
- 加代子：室井滋（第10話）
- 沢元：下條アトム（第11話）
- 千代子：佐々木すみ江（第11話）
- 万里江：奈美悦子（第12話）
- 植木茂：片岡鶴太郎（第13話）

## スタッフ
- 脚本：竹山洋、荻原美和子、畑啓美、篠崎好、松木ひろし、田波靖男、柴英三郎、鹿水晶子
- 演出：篠木為八男、水田伸生、佐藤東弥

## 主題歌
- 小茂田理絵『NEW』（エピックソニー、07SH-367 作詞：麻生圭子／作曲：羽場仁志）

## 放送日程
| 話数 | 放送日       | サブタイトル           | 脚本       | 演出       |
| ---- | ------------ | ---------------------- | ---------- | ---------- |
| 1    | 1987年7月1日 | 合鍵を持った女達       | 竹山洋     | 篠木為八男 |
| 2    | 7月8日       | 二人の夫と過すとき     | 竹山洋     | 篠木為八男 |
| 3    | 7月15日      | 密室の夏男女6人        | 荻原美和子 | 篠木為八男 |
| 4    | 7月22日      | 仮面のままの男女       | 畑啓美     | 水田伸生   |
| 5    | 7月29日      | 真夜中の家族           | 篠崎好     | 佐藤東弥   |
| 6    | 8月5日       | （秘）休日の出来事     | 畑啓美     | 篠木為八男 |
| 7    | 8月12日      | クライアントは血の匂い | 松木ひろし | 水田伸生   |
| 8    | 8月19日      | 夏の夜の天使           | 竹山洋     | 水田伸生   |
| 9    | 8月26日      | 男手ほしい昼下り       | 畑啓美     | 篠木為八男 |
| 10   | 9月2日       | お葬式代行             | 田波靖男   | 水田伸生   |
| 11   | 9月9日       | 赤いバラは欲の色       | 畑啓美     | 篠木為八男 |
| 12   | 9月16日      | 密告された情事         | 柴英三郎   | 佐藤東弥   |
| 13   | 9月23日      | 逆転ハネムーン         | 鹿水晶子   | 水田伸生   |
| 14   | 9月30日      | 恋しい人の胸に         | 鹿水晶子   | 篠木為八男 |